# Коксовское сельское поселение
Коксовское сельское поселение — муниципальное образование в Белокалитвинском районе Ростовской области.
Административный центр поселения — посёлок Коксовый.

## Административное устройство
В состав Коксовского сельского поселения входят:
- посёлок Коксовый,
- посёлок Разъезд Васильевский,
- посёлок Русичи.

## Население
| 2010  | 2012  | 2013  | 2014  | 2015  | 2016  | 2017  |
| ----- | ----- | ----- | ----- | ----- | ----- | ----- |
| 8116  | ↘8050 | ↘8040 | ↘7987 | ↗8030 | ↘7938 | ↘7866 |
| 2018  | 2019  | 2020  | 2021  |       |       |       |
| ↘7790 | ↘7737 | ↘7659 | ↘7600 |       |       |       |